# Gustavo Badell
Gustavo Badell  (Maracaibo; 3 de noviembre de 1972-Ídem; 12 de julio de 2023) fue un culturista venezolano miembro de la Federación Internacional de Físicoculturistas IFBB (International Federation of Body Building).

## Biografía
Gustavo Badell nació en Maracaibo. Por esta razón era más conocido como el Freakin' 'Rican o Kalimocho. Comenzó a levantar pesas a los quince años como preparación para practicar boxeo, pero tras ganar masa muscular más rápido de lo esperado entró en el Campeonato Júnior de Físicoculturismo del Caribe en 1991 a los 19 de años de edad, al crear su propio gimnasio ubicado en el centro comercial Delicias Norte.
En seis años, Badell era un profesional y ganó el Campeonato del Caribe en 1997. Su primera aparición en la IFBB fue en 1998, cuando compitió en el Grand Prix de Alemania. Badell también compitió en el New York Pro de 1999, donde logró el 14.º puesto.
En el 2000 participó en su primer Ironman Pro Invitational, en el cual logró el puesto 18. Su primer Mr. Olympia fue en 2002, en el cual logró el puesto 24. En 2004 logró el puesto 7 en el Arnold Classic. Badell apareció en numerosas revistas deportivas y también estuvo en la portada de FLEX magazine.

## Medidas
- Altura: 5 pies 8 pulgadas
- Peso en competencia: 245 libras.
- Peso fuera de competencia: 260-265 libras.
- Circunferencia del brazo: 21.5 pulgadas.

## Competencias
- 1991 Junior Caribbean Championships: Ganador
- 1997 Caribbean Championships: Ganador (Se convirtió en profesional)
- 1997 World Amateur Championships Heavyweight: 10.
- 1998 Grand Prix Germany: 9.
- 1999 Grand Prix England: 17
- 1999 Night of Champions: No calificó.
- 1999 World Pro Championships: 14
- 2000 Ironman Pro Invitational: 18
- 2000 Night of Champions: No calificó.
- 2000 Toronto Pro Invitational: No calificó.
- 2000 World Pro Championships: 11
- 2001 Grand Prix England: No calificó.
- 2001 Ironman Pro Invitational: 16
- 2001 San Francisco Pro Invitational: 11.
- 2002 Ironman Pro Invitational: 13.
- 2002 Night of Champions: 10.
- 2002 Mr. Olympia: 24.
- 2002 Southwest Pro Cup: 6.
- 2002 Toronto Pro Invitational: 3.
- 2004 Arnold Classic: 7.
- 2004 Ironman Pro Invitational: 3.
- 2004 San Francisco Pro Invitational: 4.
- 2004 Show of Strength Pro Championship: 3.
- 2004 Mr. Olympia: 3.
- 2005 Arnold Classic: 3.
- 2005 Ironman Pro Invitational: 1.
- 2005 Mr. Olympia: 3.
- 2006 Arnold Classic: 4.
- 2006 San Francisco Pro: 1.
- 2006 Mr. Olympia: 6.
- 2007 Arnold Classic: 4.